# Moritz Gottgetreu
Moritz Wilhelm Gottgetreu (ur. 22 września 1813 w Swinemünde, zm. 26 lutego 1885 w Poczdamie) – niemiecki architekt oraz nadworny architekt w Poczdamie.

## Życiorys
Przez długie lata w literaturze fachowej wymieniany był jako Rudolf Wilhelm Gottgetreu z powodu błędnego połączenia życiorysów dwóch architektów. Po niwelacji tego błędu, z powodu złej interpretacji podpisu i inicjałów „M. Gottgetreu” występował jako Martin Gottgetreu do 2009 roku, kiedy to – w wyniku badań historycznych – został właściwie rozpoznany jako Moritz Wilhelm Gottgetreu.

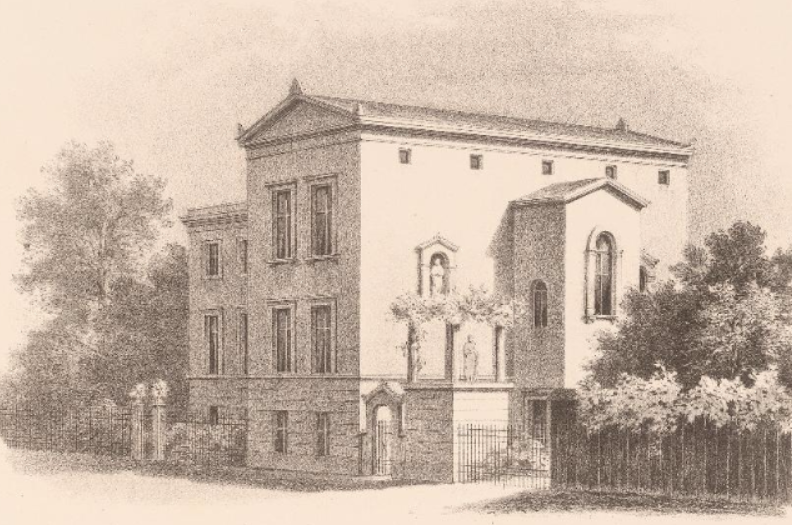
Willa Gottgetreua w Poczdamie (proj. autorski)

Moritz Gottgetreu był synem architekta i konstruktora portów Gustawa Adolfa Wilhelma Gottgetreua. Po ukończeniu studiów, między innymi obok Karla Friedricha Schinkla na Berlińskiej Akademii Budownictwa, był w 1844 roku budowniczym na królewskim inspektoracie ogrodniczym (niem. Gartenintendantur) i pracował w latach 1845–1846, obok Ludwiga Persiusa, jako budowniczy nad budową fontann w ramach komisji budownictwa.
W roku 1840 wstąpił do Stowarzyszenia Architektów w Berlinie.
W 1849 roku Moritz otrzymał tytuł nadwornego architekta oraz w 1851 roku został inspektorem budownictwa w Poczdamie. Powołany w 1861 roku na nadwornego architekta, zmarł w 1885 roku jako tajny główny radca budowlany w Poczdamie.
Jego bracia Rudolf Wilhelm i Gustav Adolf (1812–1890), pracowali również w zawodzie architekta, stąd często mylona jest twórczość i tożsamość braci.
Jego syn Gustaw Adolf Moritz Gottgetreu (urodzony 16 listopada 1846 roku w Bornstedt w Poczdamie; zmarły 7 października 1911) był nadwornym ogrodnikiem w Rheinberg.  

## Budynki (wybrane)

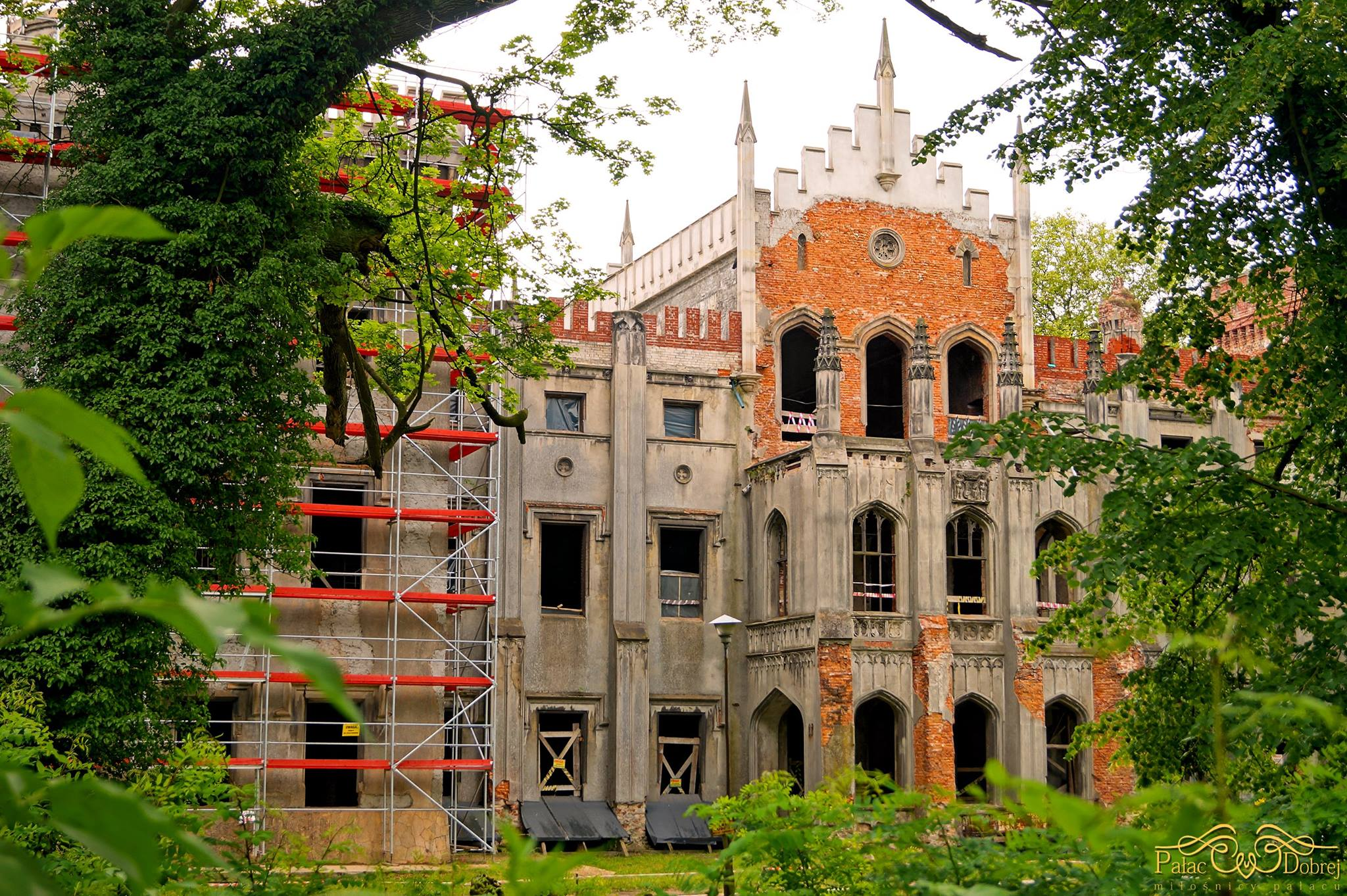
Pałac w Dobrej

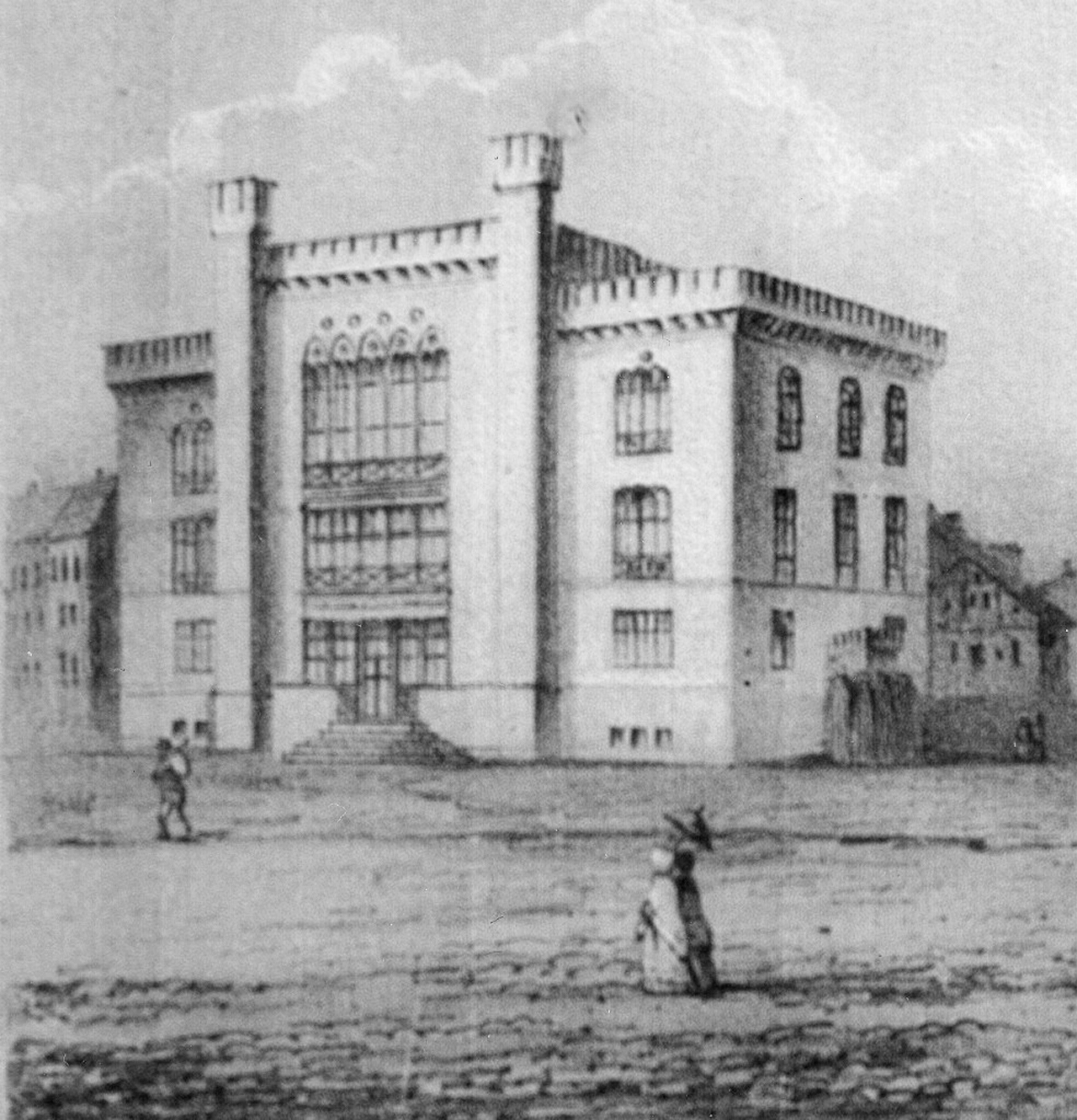
Budynek szkolny tzw. Altes Gymnasium

Obecnie nie jest znany pełny przekrój twórczości Moritza Gottgetreua, jednakże architekt ten bazując na neogotyckiej estetyce stworzył pewien swój oryginalny styl, którego wizytówką jest pałac w Dobrej wraz ze stróżówką oraz innymi budynkami około pałacowymi. Prawdopodobnie na terenie Śląska była to jego jedyne dzieło, lecz działalność Gottgetreua wymaga jeszcze głębszych studiów. Na tę chwilę można wyróżnić następujące jego dzieła:
- Pałac w Dobrej (niem. Schloss Dobrau) oraz kościół, mauzoleum, budynek z bramą tzw. stróżówka. Przebudowa w 1856–1858, aktualnie ruina w odbudowie[6].
- Park w Babelsbergu, budynek maszynowni z silnikami parowymi tzw. Dampfmaschinenhaus, 1843–1845, wykonanie według projektu Ludwiga Persiusa. Gottgetreu był w parku kierownikiem budowy instalacji systemu nawadniającego[6].
- Park Sanssouci w Poczdamie, autor sytuacyjnego planu z rozmieszczeniem fontann oraz systemu nawadniania roślin 1852[6]
- Park Sanssouci w Poczdamie, autor projektu wejścia do tzw. Paradiesgarten (1853)[6]
- Pałac w Babelsbergu, drugi etap budowy, 1845–1849, wykonanie według projektu Ludwiga Persiusa i Johanna Heinricha Stracka[6]
- Poczdam, budynek willi tzw. Villa Tummeley, 1847–1848, obecnie budynek po przebudowie[6]
- Park Babelsberg, Budynek starej wozowni, 1850[6]
- Anklam, budynek szkolny tzw. Altes Gymnasium(inne języki), [1] 1852[6]
- Pałac w Neuhardenbergu (pol. hist. Kwilica), projekt renowacji, 1852[6]
- Park w Babelsbergu, Gospodarstwo szkółkarskie – szklarnia, 1855–1865[6]
- Poczdam, Villa Gottgetreua, 1858, obecnie – nie zachowana[6]
- Park w Babelsbergu, budynek tzw. Küchenhaus, 1859–1860[6]
- Park w Babelsbergu, dwie stróżówki (budynki z bramą), 1865, aktualnie jeden zachowany[6]
- Berlin, Budynek mieszkalny Lindenallee 7, 1867–1868, aktualnie nie zachowany[6],
- Żagań, Park Książęcy, autor sytuacyjnego planu z rozmieszczeniem fontann, 1866

## Publikacje (wybrane)
- Das Dampfmaschinenhaus und die Fontainen am Babelsberge bei Potsdam, Allgemeine Bauzeitung 11, 1846
- Der Fontainen-Bau zu Sans-Souci, Berlin 1854
- Das Schloß Babelsberg (mit J. H. Strack), Berlin 1857